# Keiji Inafune
Keiji Inafune (稲船 敬二 Inafune Keiji, nacido el 8 de mayo del 1965 en Kishiwada) es un productor de videojuegos, diseñador de personajes, diseñador de juegos y hombre de negocios japonés. En 2009, IGN lo eligió como uno de los 100 mejores creadores de juegos de todos los tiempos.
Comenzó su carrera en Capcom a fines de la década de 1980, su trabajo era como artista e ilustrador. Los dos primeros juegos en los que trabajó fueron el Street Fighter original y Mega Man en 1987. Luego fue diseñador de personajes y planificador de la serie Mega Man durante la era NES y Super NES. Para Megan Man X, creó y diseñó el personaje Zero.
Luego, Inafune pasó al puesto de productor y su primer título fue Mega Man 8 en 1996. Además de ser el productor de Mega Man X4, los tres juegos de Mega Man Legends, la serie Mega Man Zero, Mega Man Battle Network y Megan Man Star Force y Mega Man ZX y Advent, Inafune también fue productor de las series Lost Planet, Dead Rising y Onimusha. En 2006, fue ascendido a Director Corporativo Senior de Investigación y Desarrollo. En 2010, se convirtió en Jefe Global de Producción de Capcom.
Dejó Capcom a finales de 2010 y luego fundó sus propias empresas Comcept e Intercept. También se convirtió en director representativo de DiNG, un estudio de juegos móviles. Intercept trabajó en el juego Kaio: King of Pirates, que se anunció en 2011 y se canceló en 2015. Mientras estuvo en Comcept, Inafune supervisó el trabajo en juegos como Mighty No. 9, Soul Sacrifice y el inédito Red Ash: The Indelible Legend. En 2017, Comcept fue comprada y se convirtió en una subsidiaria de Level-5, convirtiéndose en Level-5 Comcept.

## Comienzos
A los 22 años Inafune se une a Capcom no mucho tiempo después de graduarse. 
En 1987, en busca de un trabajo como ilustrador. Su primera tarea como Diseñador Gráfico fue con Street Fighter(1987), y el personaje Adon fue el único totalmente diseñado por él.

## Serie Onimusha
El 2 de abril de 2005, Inafune fue promovido como principal directivo de la empresa, Keiji desarrollo la serie basada en la era samurai Onimusha que ha dado lugar a varias secuelas. 

## Serie Dead Rising
La siguiente creación de Inafune y su equipo fue Dead Rising para Xbox 360 publicado por Capcom y salió a la venta el 8 de agosto de 2006 en Estados Unidos, es un juego de zombis altamente influenciado por la película de George A. Romero, Dawn of the dead. Dead Rising es el segundo juego de zombis en el que inafune trabajo, el primero fue Resident Evil 2. Inafune también creó una secuela para Dead Rising, Dead Rising 2 puesto a la venta en el 2010

## Inafune se marcha de Capcom
El 29 de octubre de 2010 Inafune anuncia en su blog que él se iría de Capcom al final del mes con la intención de "Comenzar otra vez su vida". Inafune estuvo en la compañía durante 23 años. Su retiro se debió a diferencias con Capcom con respecto a sus políticas de mercadeo de títulos en el mercado occidental.

## Trabajos

### Rockman/Mega Man
- Mega Man (1987) — Diseñador de Personajes
- Mega Man 2 (1988) — Diseñador de Personajes
- Mega Man 3 (1990) — Diseñador de Personajes, Sub Planificador
- Mega Man 4 (1991) — Planificador, Diseñador Especial
- Mega Man 5 (1992) — Diseñador de Objetos, Supervisor
- Mega Man 6 (1993) — Diseñador de Objetos
- Mega Man Soccer (1994) — Ilustrador
- Mega Man 7 (1995) — Diseñador de Objetos
- Mega Man 8 (1996) — Productor
- Mega Man 2: The Power Fighters (1996) — Agradecimientos Especiales
- Mega Man Battle & Chase (1997) — Productor
- Mega Man & Bass (1998) — Productor
- Mega Man Powered Up (2006) — Productor Ejecutivo
- Mega Man 9 (2008) — Productor, Diseñador de Personajes
- Mega Man 10 (2010) — Productor
- Mega Man 11 (2018) - Agradecimientos Especiales

### Rockman X/Mega Man X
- Mega Man X (1993) — Diseñador de Personajes
- Mega Man X2 (1994) — Diseñador de Personajes
- Mega Man X3 (1995) — Diseñador de Personajes
- Mega Man X4 (1997) — Productor
- Mega Man X5 (2000) — Asesor, Agradecimientos Especiales
- "Mega Man X6" (2001) — Proyecto hecho solo por Capcom
- Mega Man Xtreme (2000) — Agradecimientos Especiales
- Mega Man Xtreme 2 (2001) — Agradecimientos Especiales
- Mega Man X7 (2003) - Agradecimientos Especiales
- Mega Man X8 (2004) — Agradecimientos Especiales
- Mega Man Maverick Hunter X (2005) — Productor Ejecutivo
- Mega Man X Dive (2019) - Agradecimientos Especiales

## Resident Evil
- Resident Evil: Director's Cut - Productor
- Resident Evil 2 – Productor Promocional
- Biohazard 4D-Executer - Supervisor Ejecutivo
- Resident Evil 4 – Productor Ejecutivo (PS2 version)
- Resident Evil 5 – Productor Ejecutivo (Sin acreditar)

## Onimusha
- Onimusha: Warlords – Productor
- Onimusha 2: Samurai's Destiny - Productor
- Onimusha Blade Warriors - Productor Ejecutivo
- Onimusha 3: Demon Siege - Productor Ejecutivo
- Onimusha: Dawn of Dreams - Productor Ejecutivo

## Dead Rising
- Dead Rising - Productor
- Dead Rising 2 - Productor Ejecutivo

## Ninja Gaiden
- Yaiba: Ninja Gaiden Z - Productor

## Nuevos Proyectos
Actualmente Keiji Inafune trabaja con su equipo comcept USA, LLC, en un nuevo videojuego con el estilo Shooter Retro (Clasic side-scrolling action) llamado Mighty No. 9 y para esta financiación tuvo que recurrir a la conocida página Kickstarter donde en un par de días superó la meta de un millón de dólares y finalizando así, con a la suma de $3,845,170 logrando financiar totalmente el proyecto.
- Datos: Q731559
- Multimedia: Keiji Inafune / Q731559